# 퀘스트 (기업)
주식회사 퀘스트는 일본의 비디오 게임 개발사였다. 1988년 설립됐으며 전략 롤플레잉 게임 시리즈 《오거 배틀 사가》를 개발한 것으로 유명하다.
1990년에 가정용 컴퓨터 소프트웨어 개발사 보스텍과 합병해 공동운영됐다. 보스텍은 1997년에 다시 퀘스트와 분리돼 공동협력사로 사업하다 2009년에 폐쇄됐다.
1995년, 주요인물 마츠노 야스미, 미나가와 히로시와 요시다 아키히코가 스퀘어를 떠나 스퀘어에 입사해 《파이널 판타지 택틱스》, 《베이그란트 스토리》, 《파이널 판타지 XII》같은 작품에 참여했다. 2002년, 스퀘어가 퀘스트를 매입했다.

## 개발 게임
| 연도 | 제목                                  | 플랫폼            |
| ---- | ------------------------------------- | ----------------- |
| 1988 | 대전략                                | 패밀리 컴퓨터     |
| 1989 | 마하라자                              | 패밀리 컴퓨터     |
| 1990 | 마천동자                              | 패밀리 컴퓨터     |
| 1990 | 던전 키드                             | 패밀리 컴퓨터     |
| 1990 | 무사시의 모험                         | 패밀리 컴퓨터     |
| 1990 | 배틀 핑퐁                             | 게임보이          |
| 1990 | 무사시의 모험                         | 게임보이          |
| 1991 | 레전드: 내일을 향한 날개              | 게임보이          |
| 1991 | 매지컬 체이스                         | PC 엔진           |
| 1993 | 전설의 오거 배틀                      | 슈퍼 패미컴       |
| 1994 | 태양의 천사 말로: 꽃밭은 대패닉       | 게임보이          |
| 1995 | 택틱스 오거                           | 슈퍼 패미컴       |
| 1998 | 뿌요뿌요 2                            | 클래식 맥 OS      |
| 1999 | 오거 배틀 64: 퍼슨 오브 로들리 칼리버 | 닌텐도 64         |
| 2002 | 택틱스 오거: 로디스의 기사            | 게임보이 어드밴스 |

## 같이 보기
- 스퀘어 (비디오 게임 기업)

## 참조

### 내용주
1. ↑  일본어: 株式会社クエスト, 영어: Quest Corporation